# An–140
Az An–140 az ukrán Antonov tervezőiroda által kifejlesztett kis hatótávolságú légcsavaros gázturbinás utasszállító repülőgép. Az An–24 leváltására készült, elődjénél nagyobb szállítókapacitással. Első repülésére 1997. szeptember 17-én került sor. Gyártása Ukrajnában és Oroszországban is folyik. Iránban a HESA cég licenc alapján gyártja IrAn–140 jelzéssel. Legfeljebb 52 utas szállítására alkalmas

## Története
A repülőgép tervezése 1993-ban kezdődött a kijevi Antonov tervezőirodában az akkor már több mint 30 éve üzemelő és kiöregedett An–24 leváltására. Az első, terhelési próbákra szolgáló prototípus 1997 júniusában készült el a Harkivi Repülőgépgyárban. A típus első felszállására 1997. szeptember 17-én került sor. A repülési teszteket 1998 folyamán hajtották végre. A légialkalmassági bizonyítványhoz szükséges próbákhoz összesen három repülőképes prototípus készült. A repülőgép tesztelésére szélsőséges viszonyok között, így –55 °C és +45 °C közötti hőmérsékleti tartományban, valamint oxigénszegény, magashegyi körülmények közti (1700 m-en lévő repülőtérről történő) üzemeltetésre is sor került. A gép 2000-ben kapta meg a légialkalmassági engedélyeket, majd 2001-ben kezdődött a sorozatgyártása. Első menetrend szerinti repülését 2002-ben végezte.
Sorozatgyártása Ukrajnában a Harkivi Repülőgépgyárban, Oroszországban a szamarai Aviakor Repülőgépgyárban, valamint Iránban az iszfahani HESA cégnél folyik. Az Aviakor 2014 elejéig-ig 7 db-ot épített a típusból. Az orosz–ukrán kapcsolatok megromlása, valamint az orosz vállalatokkal szembeni ukrán szankciók miatt az Aviakor az ukrán alkatrészek hiánya miatt 2014-ben befejezte a gép sorozatgyártását, és az Orosz Légierő által rendelt teljes mennyiséget sem tudta leszállítani.

## Műszaki jellemzői
A repülőgép felsőszárnyas kialakítású. A szárnyakon helyezkedik el a 2 db TV3–117VMA–SZBM1 légcsavaros gázturbina, amely a helikoptereken alkalmazott TV3–117 típusú szabadturbinás hajtómű átalakított változata. A hajtóműveket a zaporizzsjai Ivcsenko-Progresz tervezőiroda fejlesztette ki és a szintén Zaporizzsjában található Motor Szics gyártja. A beépített AI9–3B fedélzeti segédhajtóművet a gép farokrészében helyezték el. A gép törzsének hátsó részében, valamint az utastér alatt összesen 9 m³-es tehertér található, amely 1,84 t tömegű terhet képes befogadni. A tehertér ajtajai a hasonló gépekéhez viszonyítva szokatlanul nagyok. A hermetizált utastér elülső részében az ülések kiszerelésével további kiegészítő tehertér alakítható ki. Hagyományos hárompontos futóműve van. A főfutók a törzs alsó részén kialakított gondolába húzhatók be. A futómű kerekei kisnyomásúak, így a gép füves és egyéb előkészítetlen repülőtérről is biztonságosan üzemeltethető. Az utastérben az alapváltozatban 52 személy számára van ülőhely.

## Üzemeltetése
2013. májusi állapot szerint 25 db An–140 üzemel. 2006-ban 3 db az ukrán Aeromiszt-Harkiv légitársaságnál, 3 db az Antonov légitársaságánál, 1 db a zaporizzsjai Motor-Szics légitársaságánál, 2 db az Azeri Légitársaságnál, további 2 db pedig az Iljics-Aviánál állt üzemben. További 19 gépre van rendelés. Az iráni IrAn–140 változatból 2 db-t üzemeltet a Safiran Airlines.
A repülőgéppel eddig öt katasztrófa történt, ebből négy Iránban, az ötödik Azerbajdzsánban. A balesetek pilótahiba, hajtóműleállás és egyéb műszaki okok miatt következtek be.

## Típusváltozatok
- An–140–100 – Az alapváltozathoz képest 1 méterrel megnövelték a szárnyak hosszát, csökkentették az üzemanyagfogyasztást és növelték a hatótávolságot. A prototípusok elkészítése után gyakorlatilag az összes sorozatgyártású változat valójában az An–140–100-as változat.
- An–140T – teherszállító változat
- An–140TK – átalakítható utas- és teherszállító változat
- An–140VIP – megnövelt komfortfokozatú repülőgép, az alapváltozaténál nagyobb hatótávolsággal
- IrAn –140 – Iránban licenc alapján gyártott változat, amely megegyezik az An–140–100-zal. A gépeket a HESA Ukrajnából szállított alkatrészekből építi.

## Balesetei
2002-es bemutatásától kezdődően az Antonov An–140-típusú repülőgépekkel összesen öt szerencsétlenség történt, ebből négy esetben javíthatatlan állapotú káresemények történtek a gépek szerkezetében, míg egy esetben lehetőség nyílt a gép javítására. Összesen 111 halálos áldozatot követeltek az ezzel a típussal történt légi közlekedési balesetek. A balesetet szenvedett gépek közül három iráni összeszerelő-üzemben készült. 
- 2002. december 23-án 44 fővel a fedélzetén lezuhant az Aeromist Harkiv 2137-es járata, az iráni Ardesztán közelében.[2]
- 2005. augusztus 12-én kényszerleszállást hajtott végre műszaki meghibásodás miatt a Szafiran légitársaság HESA IrAn-140-ese és túlfutott a repülőtér kifutópályáján. A gép súlyosan megsérült, az utasok között nem voltak halálos áldozatok.[3]
- 2005. december 23-án az Azerbajdzsáni légitársaság 217-es járata 23 utassal és a kétfős legénységgel a Kaszpi-tengerbe zuhant. Mindenki életét vesztette a balesetben.[4][5]
- 2009. február 15-én az iráni összeszerelésű IrAn-140-100 (teszt lajstromjele a HESA 90-04 volt) repülőgép lezuhant Sáhinsahr és Mejme megye területén, kiképzési repülés közben. A gépen tartózkodó 5 fős legénység életét vesztette.[6]
- 2014. augusztus 14-én a Szepahan légitársaság 5915-ös járata lezuhant nem sokkal a teheráni nemzetközi repülőtérről történő felszállását követően. A járat belföldi utasforgalomban vett részt. A balesetnek 10 túlélője volt. A gépen 40 utas és 8 fő személyzet tartózkodott. A felszállás közben a kettes hajtómű meghibásodott.[7]

## Műszaki adatok

### Geometriai méretek és tömegadatok
- Hossz: 22,60 m
- Fesztáv: 24,505 m
- Magasság: 8,23 m
- Szárnyfelület: 51 m²
- Tömege üresen: 12 810 kg
- Maximális felszállótömeg: 21 500 kg
- Maximális terhelés: 6000 kg

### Hajtóművek
- Hajtóművek száma: 2
- Hajtóművek típusa: TV3–117VMA–SZBM1
- Hajtómű teljesítménye: 1838 kW (2466 LE)

### Repülési adatok
- Utazósebesség: 460–540 km/h
- Legnagyobb sebesség: 575 km/h
- Utazómagasság: 7600 m
- Hatótávolság teljes terheléssel: 1380 km
- Emelkedési sebesség: 6,83 m/s